# Phantasis nodulosa
Phantasis nodulosa är en skalbaggsart som beskrevs av Henri L. Sudre och Teocchi 2000. Phantasis nodulosa ingår i släktet Phantasis och familjen långhorningar. Inga underarter finns listade i Catalogue of Life.